# Oberhafen (Stadtviertel)

Lage des Quartiers Oberhafen (rot) innerhalb des HafenCity-Projekts (hellrot)

Oberhafen ist ein Teil der HafenCity und liegt am  gleichnamigen Gewässer, einem ehemaligen Hafenbecken in der Hamburger Innenstadt. Das Areal liegt im Nordosten der HafenCity und umfasst den Bereich südlich des gleichnamigen Oberhafens. Es wird im Süden und Westen von den Eisenbahntrassen der Bahnstrecke Hannover–Hamburg, der ehemaligen „Pfeilerbahn“ begrenzt. Das Stadtviertel wird auch als Quartier Oberhafen oder als Oberhafenareal bezeichnet und seit 2014 zu einem Zentrum für Kunst und Kultur weiterentwickelt. Hierfür werden die ausgedehnten Lagerhallen ausgebaut, die sich auf dem ehemaligen Gelände des Hannoverschen Bahnhofs befinden, eines Güterbahnhofs, der bis 1999 in Betrieb war.

## Geschichte

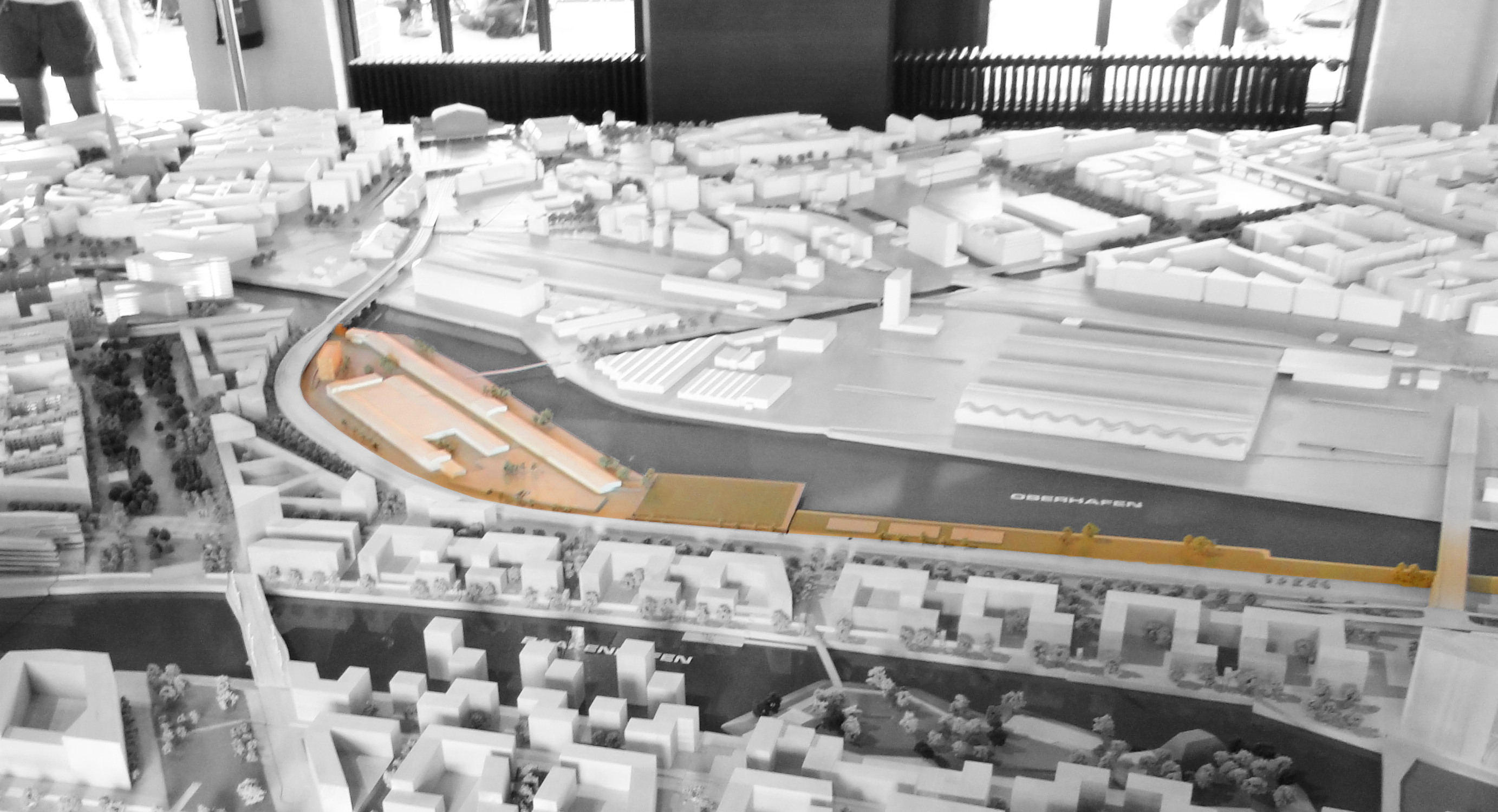
Modell des Oberhafen-Quartiers

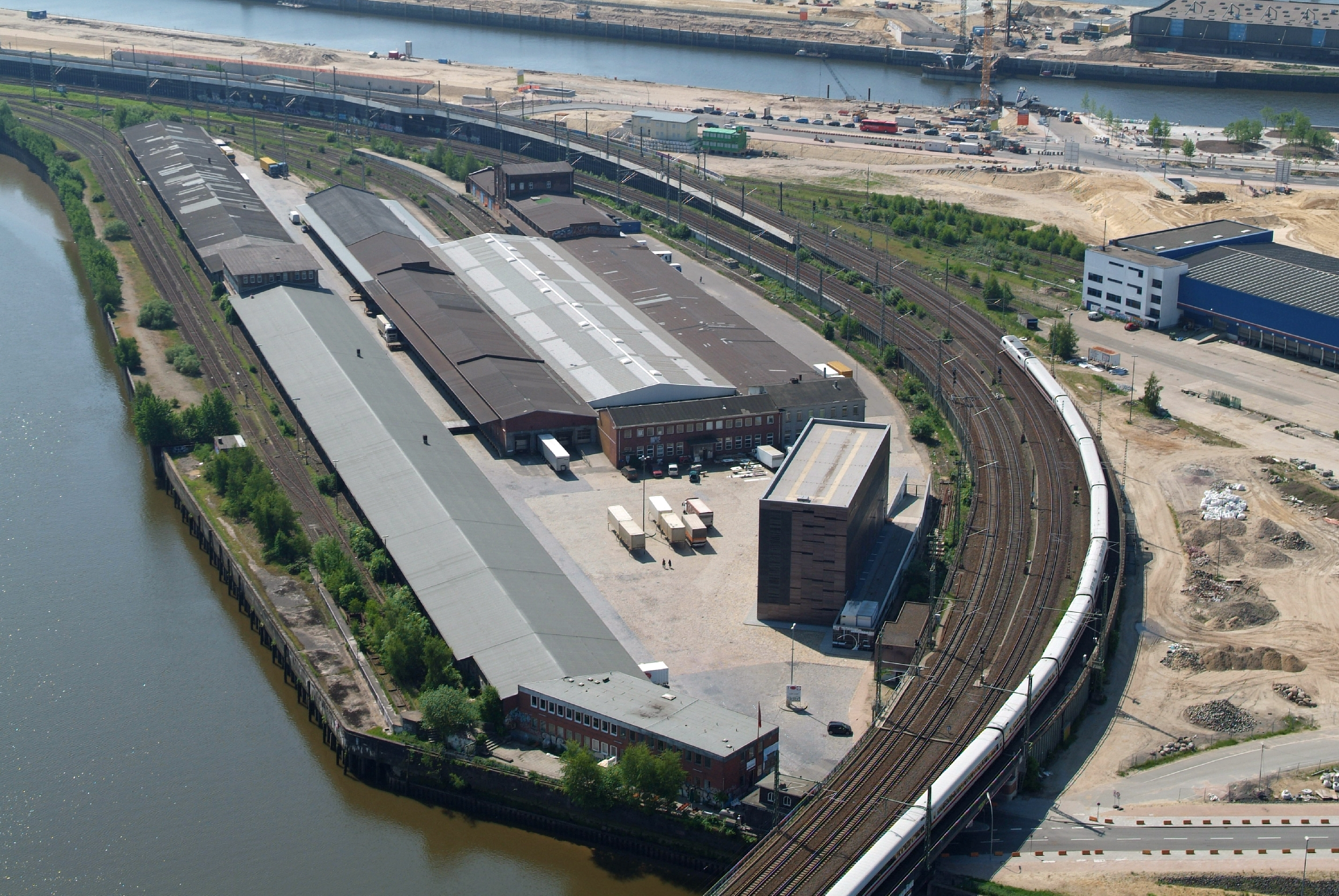
Bebauung des Geländes im Jahr 2012 (Ansicht von Nordwesten)

Das Oberhafenareal umfasst 6,7 Hektar, die im Wesentlichen mit eingeschossigen langgestreckten Lagerhallen und dazugehörigen mehrstöckigen Verwaltungsgebäuden bebaut sind. Zu Beginn der Entwicklung des Geländes zum Kreativquartier existierten zwischen den Gebäuden zudem noch zahlreiche Gleisanlagen.

### Erste Planungen
Der Entschluss, auf dem Logistikgelände einen Gebäudekomplex zu entwickeln, der in erster Linie Kulturschaffenden zur Verfügung stehen soll, wurde bereits 2007 gefasst. Eine Konkretisierung der Ideen erfolgte 2010 im Zuge der HafenCity-Masterplan-Überarbeitung. Das dem Oberhafen zugrundeliegende Konzept wurde im Folgejahr von der HafenCity Hamburg GmbH und der Hamburg Kreativgesellschaft im Rahmen eines internationalen Symposiums im Veranstaltungszentrum Kampnagel vorgestellt. Thematisiert wurde das Zusammenspiel von Kreativität und Kulturschaffen im Innenstadtbereich und die Prozesse zur Realisierung des damals sogenannten „Oberhafenareals“. Im Kontext dieser Veranstaltung wurde das Engagement der HafenCity Hamburg GmbH kritisiert, beispielsweise durch den damaligen Stadtentwicklungsexperten Andy Grote. Barbara Kisseler, die Kultursenatorin des damals frisch gewählten Senats Scholz I, bewertete das zukünftige Stadtviertel zwar als „Kreativquartier“, aber viele Künstler blieben der Auftaktveranstaltung in der Kampnagelfabrik fern – obwohl zu diesem Zeitpunkt bereits Kulturschaffende auf dem Gelände tätig waren. Besondere Kritik zogen die von der HafenCity Hamburg GmbH auf drei Jahre angesetzten Mietverträge auf sich. Infolge des Symposiums gründeten sich mehrere Arbeitsgruppen, die sich unter anderem den Themenkomplexen Trägerschaft, Leitbild und Möglichkeiten der kurzfristigen Nutzung widmeten.

### Vermietungen
Im Jahr 2014 mietete die Hamburg Kreativgesellschaft die Gebäude der ehemaligen Bahnmeisterei von der HafenCity Hamburg GmbH und begann damit, potentielle Mieter aus der Kulturszene der Hansestadt anzusprechen. Als erster Mieter ging daraufhin der Verein Gängeviertel e. V., dessen Räumlichkeiten an der Caffamacherreihe grundsaniert werden sollten, einen Mietvertrag mit der Kreativgesellschaft ein, der sich zunächst über anderthalb Jahre belief. Die Gängeviertel-Initiative realisierte auf der 548 m² großen Veranstaltungsfläche des Lokschuppens den Musikclub Moloch. Der Musikclub des Gängeviertel e. V., der für seine Raves bekannt war, musste im Jahr 2019 aufgrund zunehmenden Widerstands der Anwohner eingestellt werden. Es folgte das kurzzeitige Club-Konzept Anderswelt, das im Jahr 2020 beendet wurde. Als Reaktion auf die Erfahrungen mit dem Moloch wurden die Clubräume mit Schallisolierung ausgestattet.

## Aktuelle Situation
Der südöstliche Bereich von Oberhafen ist dem Bau von Sportanlagen vorbehalten. Deise sind durch eine Rampe vom ehemaligen Logistik-Komplex getrennt, mit der der Brückenschlag über den Oberhafen nach Hammerbrook vorbereitet wird. Neben dem Kopfbau des Gleisfelds und dem Alten Hauptzollamt stehen mit dem Mittelbau der Halle 4 und der Alten Bahnmeisterei insgesamt vier mehrstöckieg Gebäude interessierten Mietern zur Verfügung. Die Hallen links und rechts des alten Gleisfelds und der Alten Bahnmeisterrei im Südosten sind in sanierte vermietbare Einheiten von 208–530 m² unterteilt, die flexibel als Ateliers, Werkstätten oder Kreativflächen nutzbar sind.

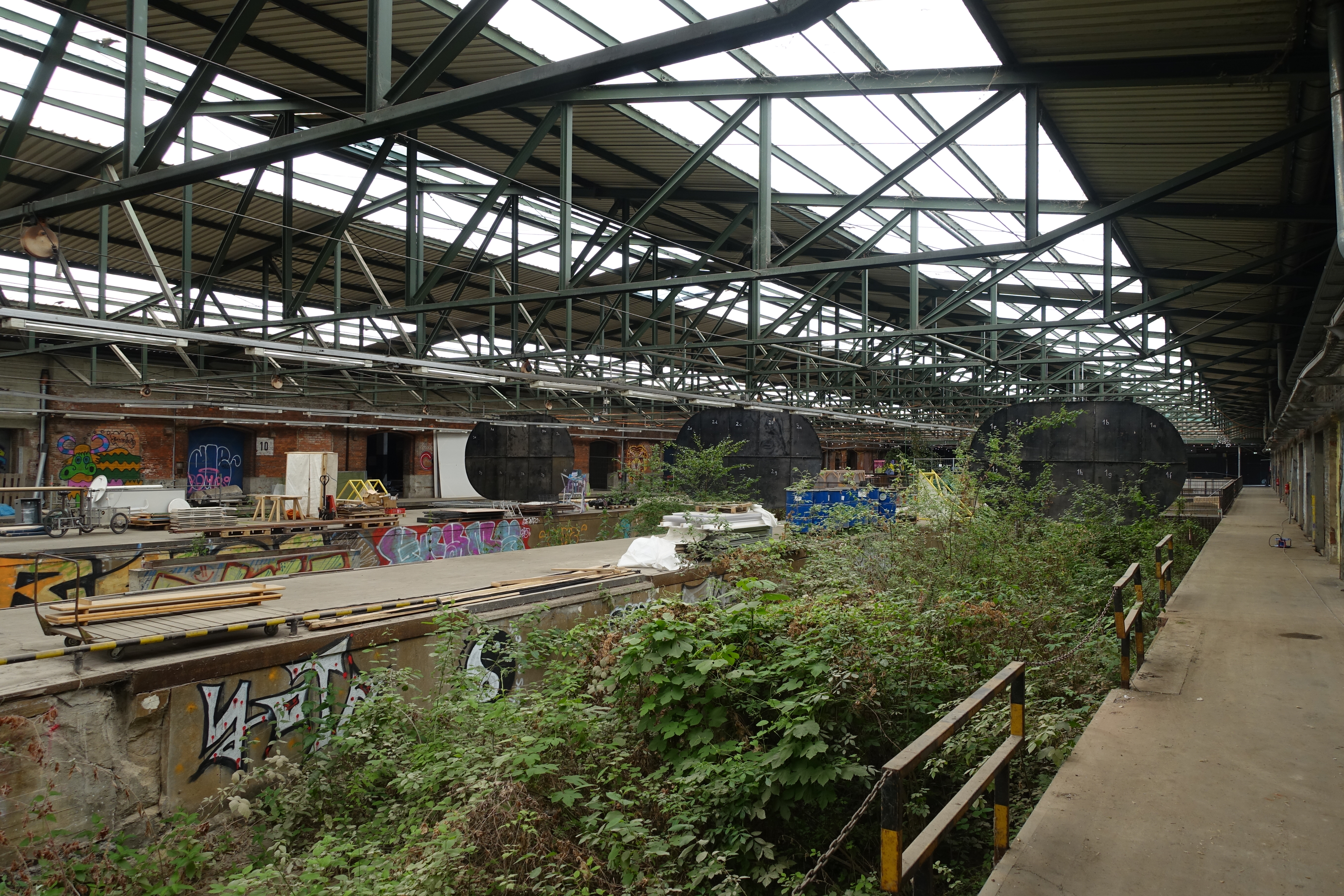
Gleisfeld im Juni 2025
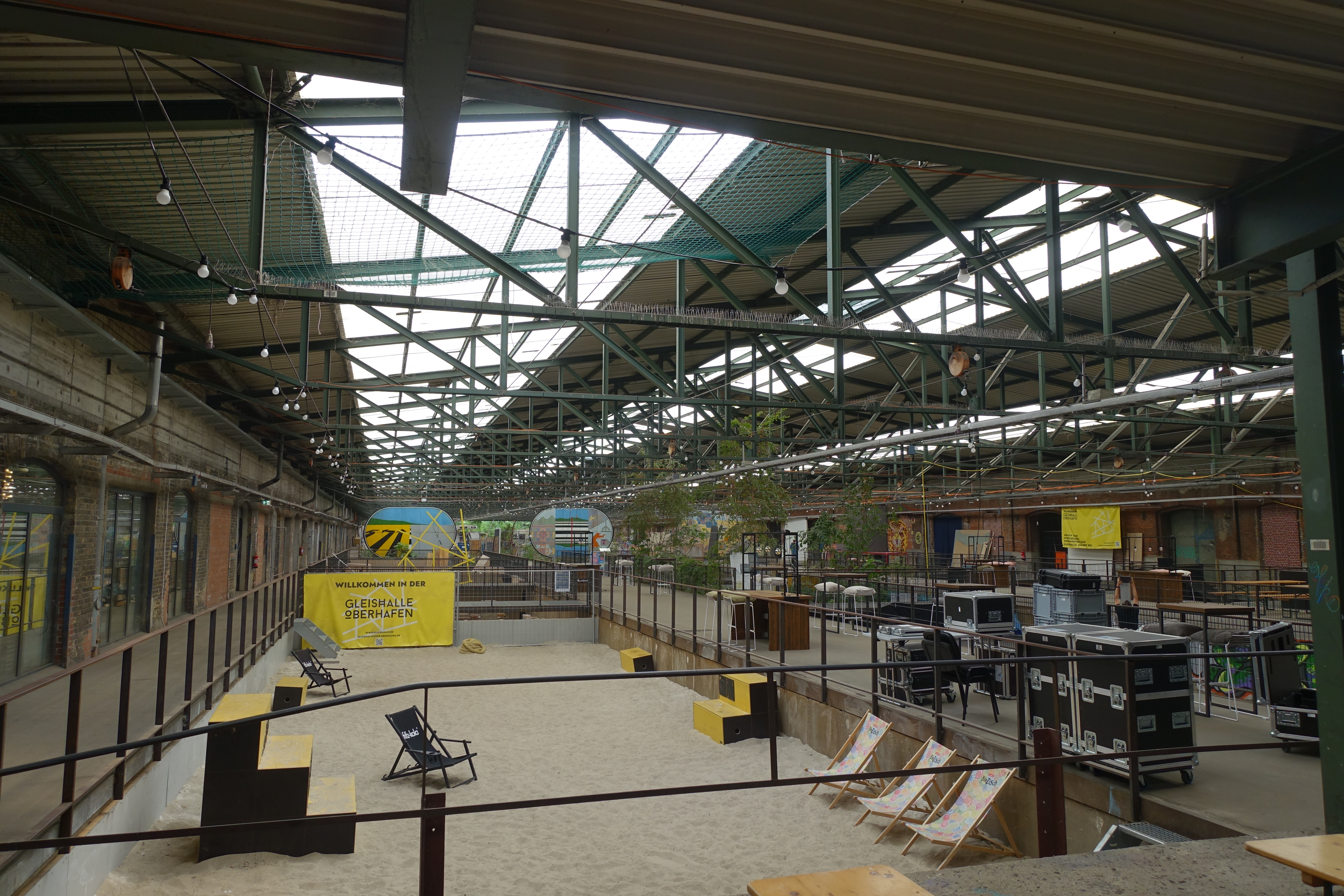
Zugang zum Gleisfeld
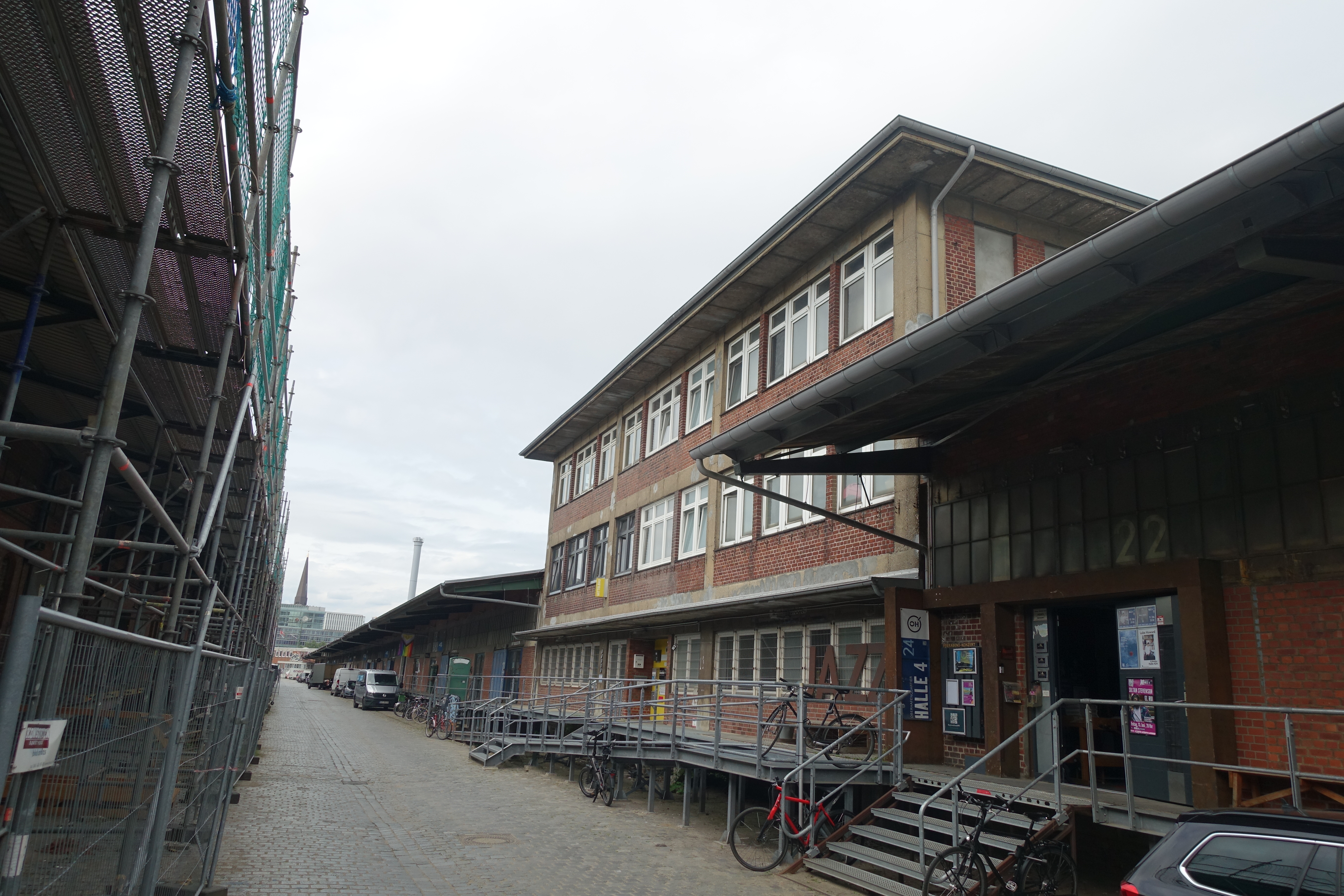
Mittelbau von Halle 4
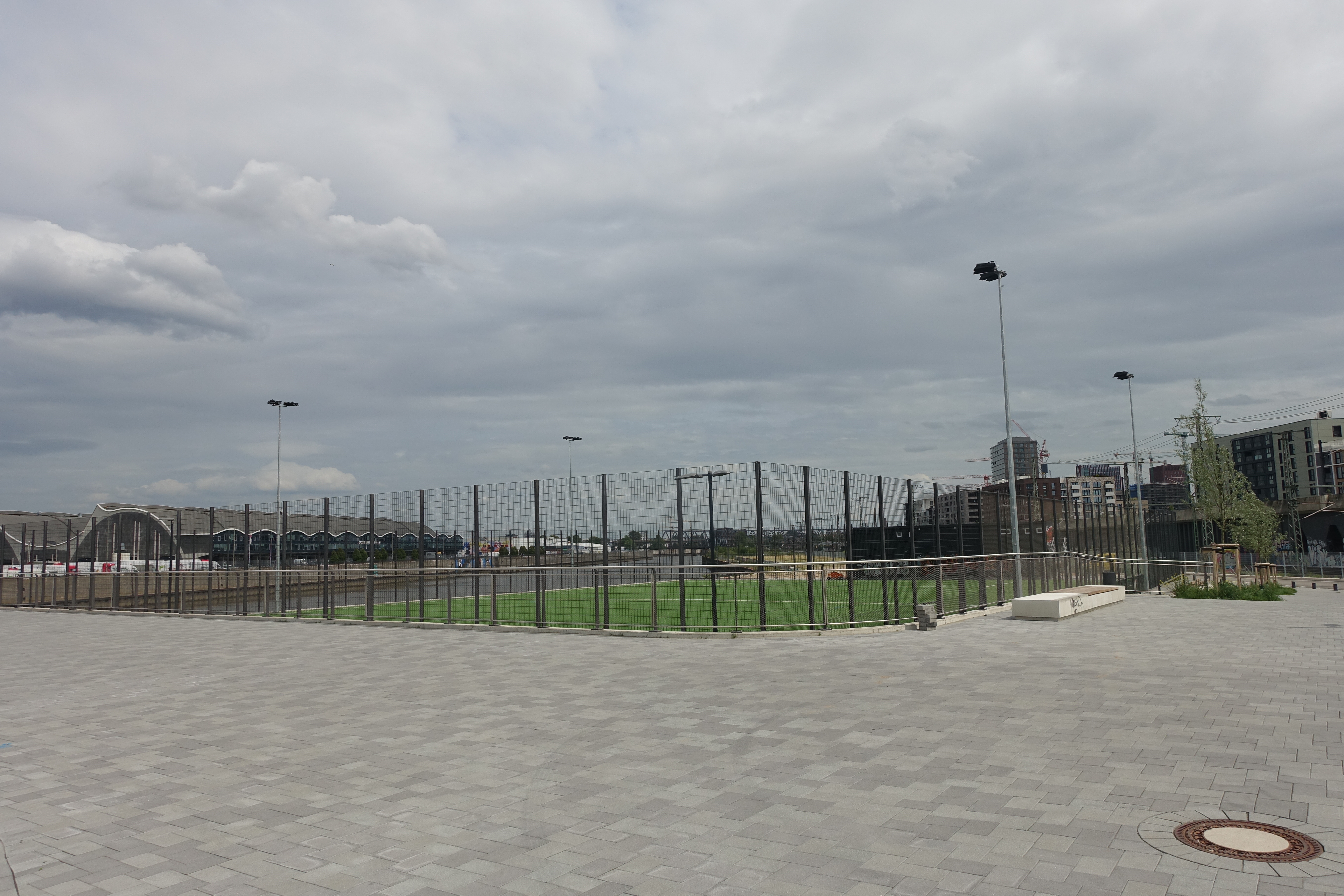
Sportplätze
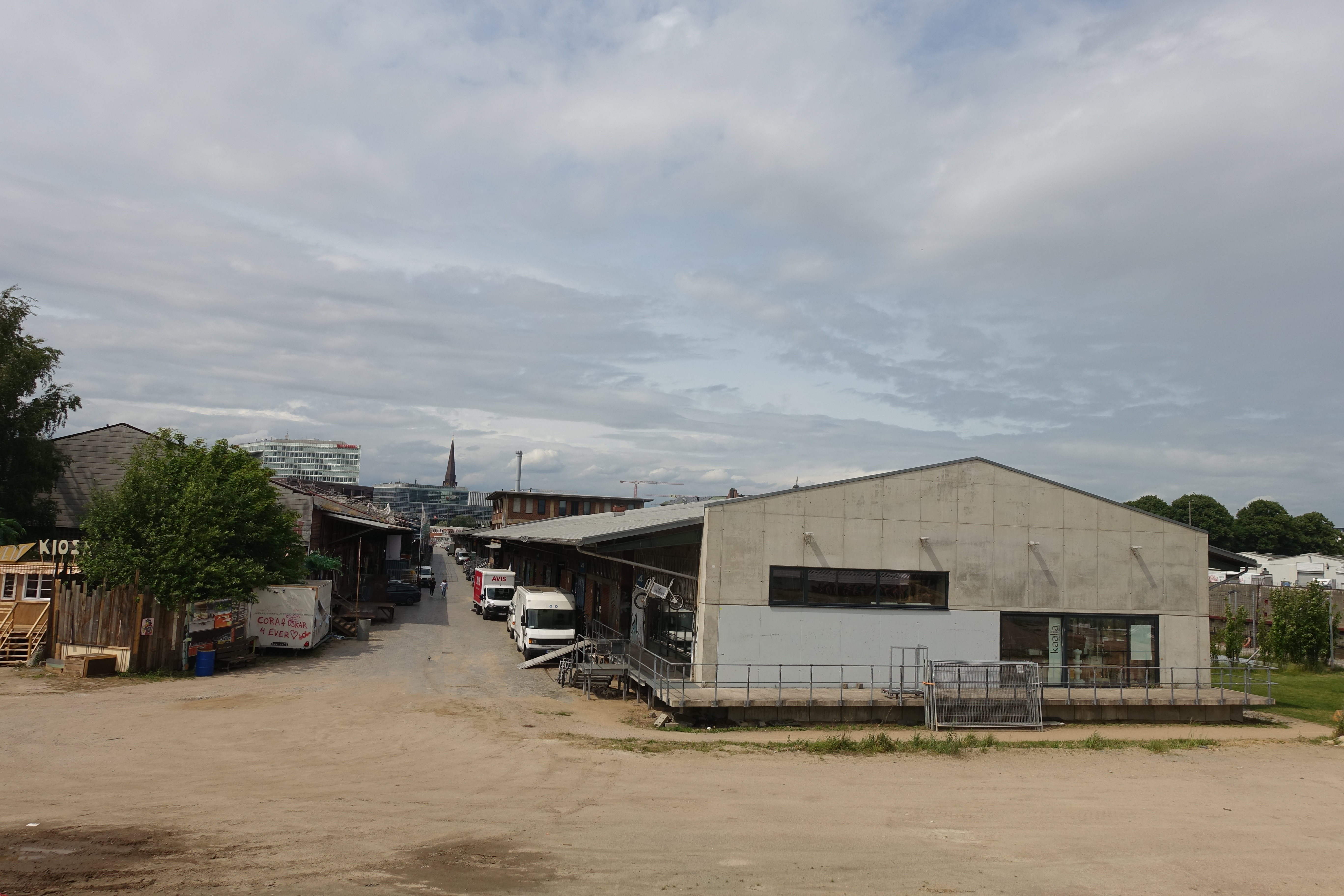
Halle 4 in 2025
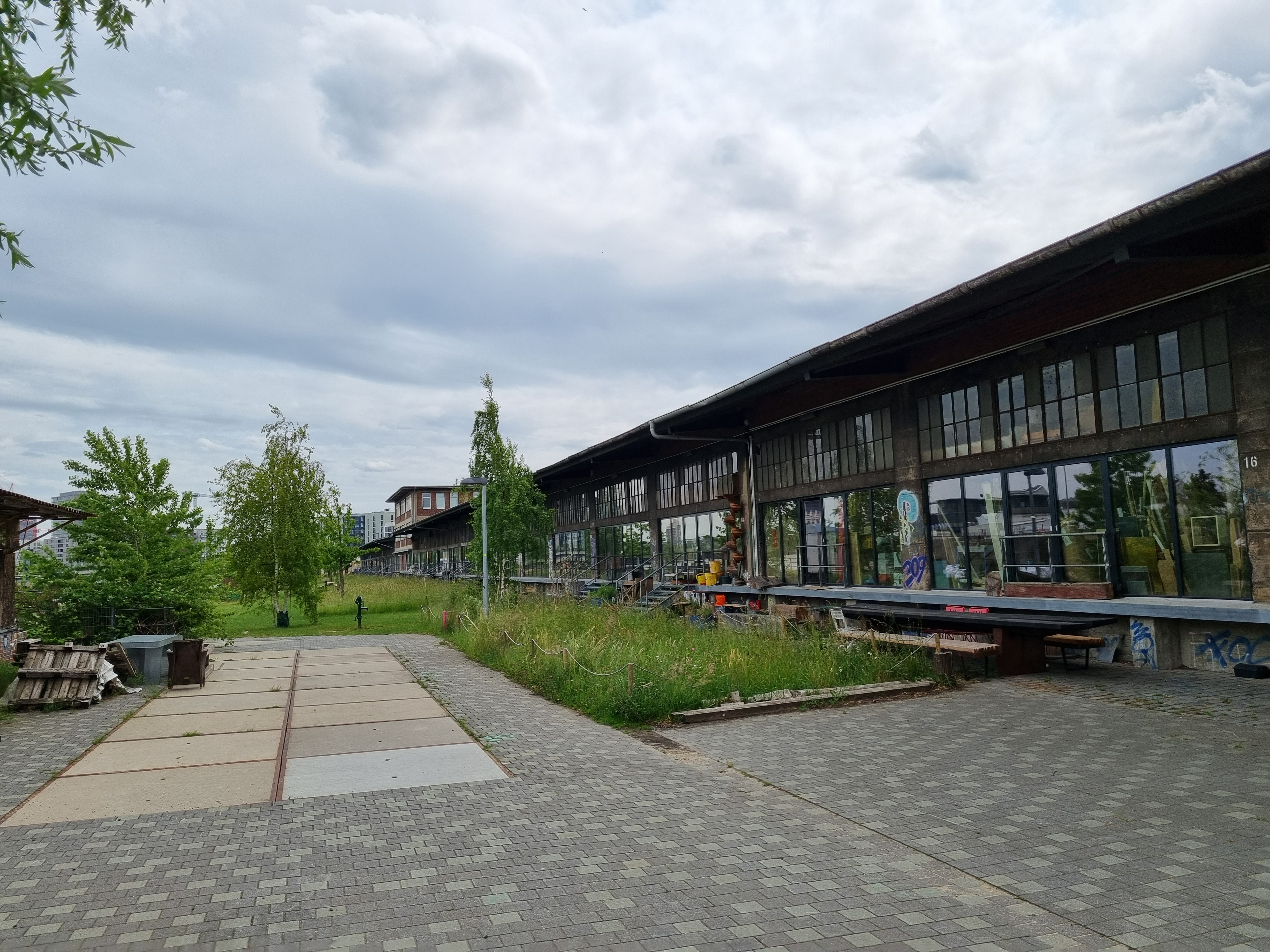
Der Oberhafengarten

### Mieterverein

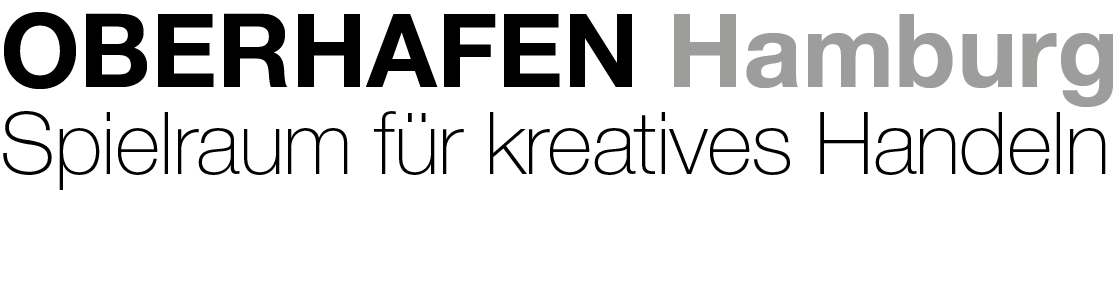
Oberhafen-Logo

Die Koordination der Mieter untereinander und die gemeinschaftliche Interessenvertretung gegenüber dem Vermieter HafenCity Hamburg GmbH erfolgt durch den Mieterverein Oberhafen 5+1 e. V. Innerhalb des Vereins organisieren sich die Mitglieder in Arbeitsgemeinschaften, die sich beispielsweise den Grünanlagen oder speziellen Gebäuden widmen. Der Verein rief im Jahr 2016 mit dem Tag des Oberhafens eine jährliche Veranstaltungsreihe ins Leben, bei der sich die Mieter mit ihren jeweiligen Erzeugnissen und Projekten präsentieren.